# Huvudsingel
En huvudsingel (engelska: lead single) är oftast den första singeln från en artists eller grupps album. Ibland är den första singeln från ett album inte en huvudsingel utan istället en marknadsföringssingel som exempelvis låten "Roll with It" av det brittiska rockbandet Oasis.
En huvudsingel ges ofta ut före resten av albumet för att ge lyssnare en föraning om vad som kommer. Huvudsingeln är ofta den avgörande faktorn när konsumenter bestämmer sig för om de ska förhandsbeställa ett ännu inte utgivet musikalbum. Singeln är på så vis ett viktigt val för en artist och skivbolag eftersom en mindre bra sådan kan avskräcka potentiella köpare medan en bra lockar fler att köpa det kommande albumet. 
Under 2000-talet blev det populärt att ge ut huvudsingeln flera månader innan skivan gavs ut, det har till och med blivit mer och mer vanligt att ge ut den 2:a singeln innan albumet. När försäljningssiffrorna för album dalar allt mer för varje år utnyttjar skivbolagen den allt växande singelmarknaden. Musikbutiker på internet, så som Itunes, uppmuntrar skivbolag att ge ut singlar i förväg eftersom de blir tillgängliga att köpa för endast 12-9 kr. R&B-sångaren Usher, till exempel, gav ut huvudsingeln "Love in This Club" fyra månader innan sångarens album, Here I Stand, som gavs ut i maj. Den andra singeln, "Love in This Club, Part II" gavs ut en månad innan albumet. 
För närvarande, främst i USA men även i andra länder, är det vanligt att artister väljer låtar i upptempo som huvudsingeln då dessa är medryckande och lyssnare lägger märke till dem. Många gånger i det här fallet är den senare en ballad som ger lyssnare en idé om skivans vidd och vad den har att erbjuda. Kvinnliga sångare som Mariah Carey, Whitney Houston och Christina Aguilera följer ofta upp upptempo singeln med en ballad, något som brukar fungera till deras fördel.